# دیوگو آبرئو
دیوگو آبرئو (انگلیسی: Diogo Abreu؛ زادهٔ ۴ ژانویهٔ ۲۰۰۳) بازیکن فوتبال اهل پرتغال است.
وی همچنین در تیم‌های ملی فوتبال زیر ۱۵ سال پرتغال، زیر ۱۶ سال پرتغال، زیر ۱۷ سال پرتغال، زیر ۱۸ سال پرتغال، زیر ۱۹ سال پرتغال و زیر ۲۰ سال پرتغال بازی کرده است.